# Lepidosperma laterale
Lepidosperma laterale är en halvgräsart som beskrevs av Robert Brown. Lepidosperma laterale ingår i släktet Lepidosperma och familjen halvgräs. Inga underarter finns listade i Catalogue of Life.